# 格奥尔基·勒希纳鲁
格奥尔基·勒希纳鲁（羅馬尼亞語：Gheorghe Rășinaru，1915年2月10日—1994年），罗马尼亚男子足球运动员，司职中场。他曾代表罗马尼亚国家队参加1938年国际足联世界杯，结果队伍止步十六强。